# 第21回スーパーボウル
第21回スーパーボウル（Super Bowl XXI）は1987年1月25日にカリフォルニア州パサデナのローズボールで開催されたアメリカンフットボールの試合。NFLの1986年のレギュラーシーズン、プレーオフを勝ち上がったニューヨーク・ジャイアンツ、デンバー・ブロンコスがNFLチャンピオンシップを争った。
試合はニューヨーク・ジャイアンツが第2Qから第4Qにかけて連続26得点、後半30得点のスーパーボウル記録を作り、39対20でデンバー・ブロンコスを下し、初のスーパーボウルチャンピオンに輝いた。MVPには25本中22本のパスを成功（パス成功率88％）させたジャイアンツのQB、フィル・シムズが選ばれた。

## 背景
1984年5月23日から25日までのNFLオーナー会議で第21回スーパーボウルの開催地がカリフォルニア州パサデナとなることが決定した。スーパーボウルがパサデナで行われるのは4回目、ロサンゼルス大都市圏で行われるのは6回目であった。

### ニューヨーク・ジャイアンツ
ジャイアンツにとっては初のスーパーボウル出場であった。またスーパーボウル開催以前を含めても1963年のNFLチャンピオンシップゲームでシカゴ・ベアーズに敗れて以来のチャンピオンシップゲーム出場となった。
QBのフィル・シムズは3487ヤードを獲得、21タッチダウンをあげたがインターセプトも22回であった。彼のメインターゲットはタイトエンドのマーク・ババーロで66回のキャッチで1001ヤード、4タッチダウンをあげた。ジャイアンツは優れたWRがおらずステーシー・ロビンソン、ボビー・ジョンソン、フィル・マコンキーが3人合計で76回のキャッチで1307ヤードを稼いだ。
ランプレイがジャイアンツのオフェンスの中心でありジョー・モリスは1516ヤードを走り14タッチダウンをあげると共に21回のキャッチで223ヤードを稼ぎ1タッチダウンをあげた。彼の活躍の陰にはフルバックのモーリス・カーソンの存在がありカーソンはブロッカーとしての活躍に加えてチーム2位の260ヤードを走った。またオフェンスラインはプロボウルタックルのブラッド・ベンソン、カール・ネルソンに率いられた。
またディフェンスはジャイアンツの強力な武器であり"Big Blue Wrecking Crew"と呼ばれた。開幕戦ではダラス・カウボーイズに31点を献上し敗れたもののレギュラーシーズンの残り試合では最終節のグリーンベイ・パッカーズ戦で55-24で勝利した試合以外では相手チームへ20得点以上を許さなかった。ディフェンスのリーダーはその後プロフットボール殿堂を果たしたローレンス・テイラーであり彼はレギュラーシーズンに20.5サックをあげて3度目のNFL年間最優秀守備選手となると共にディフェンスの選手としては史上2人目のシーズンMVPに選ばれた。テイラーほど注目を浴びなかったがゲイリー・リーズンズ、ハリー・カーソンもプロボウルに選出されカール・バンクスは6.5サック、2ファンブルリカバーの数字を残した。他にもDTのジム・バート、DEのレナード・マーシャル（12サック、3ファンブルリカバー、1インターセプト）もプロボウルに選ばれた。
ディフェンス、モリスのラン攻撃、シムズのパッシングゲームでジャイアンツはレギュラーシーズンを14勝2敗で終えた。

### デンバー・ブロンコス
ブロンコスはレギュラーシーズンをAFC2位の11勝5敗で終えてAFC西地区優勝を果たした。4年目のQBジョン・エルウェイは3480ヤード、19タッチダウンをあげると共にランでも257ヤードを稼ぎチーム3位のラッシング記録を残した。エルウェイはこのシーズン、特別なターゲットを持たなかったがWRのマーク・ジャクソン、バンス・ジョンソン、スティーブ・ワトソン、TEのオーソン・モブリーは合計136回のキャッチで2132ヤードを稼いだ。プロボウルRBのサミー・ワインダーは789ヤードを走り9タッチダウンをあげると共に26回のキャッチで171ヤード、5タッチダウンをあげた。フルバックのジェラルド・ウィルハイトはランで365ヤード、5タッチダウンをあげると共にチームトップの64回のパスレシーブで529ヤード、3タッチダウンをあげた。またプロボウルガードのキース・ビショップに率いられたパワフルなオフェンスラインは攻撃を支えた。
ブロンコスはまたAFCトップとなるランディフェンスで相手に1651ヤードしか許さなかった。ディフェンスラインはプロボウルDEのルーロン・ジョーンズ（13.5サック、1ファンブルリカバー）に率いられラインバッカーにはプロボウル選出3回のトム・ジャクソンに加えてカール・メクレンバーグは9.5サックをあげた。セカンダリーはプロボウル選手のデニス・スミス、ルイス・ライトに率いられマイク・ハーデンは6インターセプト、2タッチダウンをあげた。ルイス・ライト、スティーブ・フォーリー、トム・ジャクソンはオレンジクラッシュディフェンスの生き残りでありこのスーパーボウルを最後に現役を引退した。

### プレーオフ
ブロンコスはニューイングランド・ペイトリオッツに22-17、AFCチャンピオンシップゲームではクリーブランド・ブラウンズに23-20と競り勝ちスーパーボウル出場を決めた。ブラウンズとの試合ではザ・ドライブとして知られる残り時間5分32秒で13-20とリードされた場面で自陣2ヤードからの攻撃を15プレイで98ヤードを前進し残り39秒でエルウェイは同点となるタッチダウンパスをマーク・ジャクソンに決めた。そしてオーバータイムの末、リッチ・カーリスのFGが決まりブロンコスは勝利した。
ジャイアンツディフェンスは、サンフランシスコ・49ers戦でジョー・モンタナを何度もノックアウトさせて49-3、ワシントン・レッドスキンズ戦でもジェイ・シュローダーを完全に抑えて17-0で勝利、プレーオフ2試合で相手に3点しか許さなかった。

### 試合前のニュースと話題
ローレンス・テイラーがジョン・エルウェイをサックするか投げ急がせることができるかに注目が集まった。

## テレビ放映とエンターテイメント
CBSが全米中継を行い実況はパット・サマロール、解説はジョン・マッデンが担当した。NFLトゥデイのブレント・マスバーガーが試合開始前、ハーフタイム、ゲーム終了後を担当しアーブ・クロス、ジミー・スナイダー、テリー・ブラッドショー、ジョー・サイズマン、ダン・ディーアドルフ（翌シーズンからABCマンデーナイトフットボールの解説に移籍した。）がコメンテーターとして登場した。
ゲーム開始前のイベントにはザ・ビーチ・ボーイズが登場し歌手のニール・ダイアモンドがアメリカ国歌斉唱を行った。またコイントスは殿堂入りDEのウィリー・デービスが行った。ハーフタイムショーにはハリウッド100周年を記念して91歳となったジョージ・バーンズが登場した。また南カリフォルニア高校のドリルチームやダンサーによる演技が行われた。この試合のMVPとなったフィル・シムズはディズニー・ワールドのテレビ広告、I'm Going to Disney World!に登場する最初のプロスポーツ選手となった。
ゲーム終了後にはOne Shining Momentの歌が放映される予定だったがインタビューが長引いたため放送されることはなかった。この歌はNCAAトーナメントの放送の最後に流されている。またこの試合で使われたテーマミュージックはNCAAのアメリカンフットボールの試合中継に使われることとなった。

### 日本におけるテレビ中継
- TBS　
  - 実況：石川顕　解説：久保田薫 ゲスト：田淵幸一（TBS野球解説者・元西武）、衣笠祥雄（当時広島内野手。この年で現役を引退し、翌年からTBSの野球解説者）

## 試合経過
| \| 開始 \| 開始 \| 開始 \| ボール保持 \| ドライブ \| ドライブ \| TOP \| 結果 \| 得点内容 \| 得点内容 \| 得点内容 \| 得点 \| 得点 \| \| Q \| 時間 \| 地点 \| ボール保持 \| P \| yd \| TOP \| 結果 \| yd \| 得点者 \| PAT \| ブロンコス \| ジャイアンツ \| \| ------------------------------------------------------------------------------------------------------------------------------- \| ------------------------------------------------------------------------------------------------------------------------------- \| ------------------------------------------------------------------------------------------------------------------------------- \| ------------------------------------------------------------------------------------------------------------------------------- \| ------------------------------------------------------------------------------------------------------------------------------- \| ------------------------------------------------------------------------------------------------------------------------------- \| ------------------------------------------------------------------------------------------------------------------------------- \| ------------------------------------------------------------------------------------------------------------------------------- \| ------------------------------------------------------------------------------------------------------------------------------- \| ------------------------------------------------------------------------------------------------------------------------------- \| ------------------------------------------------------------------------------------------------------------------------------- \| ---------- \| ------------ \| \| 1 \| 自陣24 \| 15:00 \| ブロンコス \| 8 \| 45 \| 4:09 \| フィールドゴール成功 \| 48 \| Karlis \| — \| 3 \| 0 \| \| 1 \| 自陣22 \| 10:51 \| ジャイアンツ \| 9 \| 78 \| 5:24 \| タッチダウン（パス） \| 6 \| Simms→Mowatt \| キック成功 \| 3 \| 7 \| \| 1 \| 自陣42 \| 5:27 \| ブロンコス \| 6 \| 58 \| 3:21 \| タッチダウン（ラン） \| 4 \| エルウェイ \| キック成功 \| 10 \| 7 \| \| 1-2 \| 自陣23 \| 2:06 \| ジャイアンツ \| 5 \| 18 \| 3:06 \| パント \| — \| — \| — \| — \| — \| \| 2 \| 自陣20 \| 14:00 \| ブロンコス \| 12 \| 74 \| 6:20 \| 23ydフィールドゴール失敗 \| — \| — \| — \| — \| — \| \| 2 \| 自陣20 \| 7:40 \| ジャイアンツ \| 7 \| 27 \| 4:07 \| パント \| — \| — \| — \| — \| — \| \| 2 \| 自陣15 \| 3:33 \| ブロンコス \| 3 \| -15 \| 0:47 \| セイフティ \| — \| — \| — \| 10 \| 9 \| \| 2 \| 自陣25 \| 2:46 \| ジャイアンツ \| 3 \| 6 \| 1:41 \| パント \| — \| — \| — \| — \| — \| \| 2 \| 自陣37 \| 1:05 \| ブロンコス \| 6 \| 47 \| 0:52 \| 34ydフィールドゴール失敗 \| — \| — \| — \| — \| — \| \| 2 \| 自陣20 \| 0:13 \| ジャイアンツ \| 1 \| -2 \| 0:13 \| 前半終了 \| — \| — \| — \| — \| — \| \| 前半終了 \| \| \| \| \| \| \| \| \| \| \| \| \| \| 3 \| 自陣37 \| 15:00 \| ジャイアンツ \| 8 \| 63 \| 4:52 \| タッチダウン（パス） \| 13 \| Simms→Bavaro \| キック成功 \| 10 \| 16 \| \| 3 \| 自陣14 \| 10:08 \| ブロンコス \| 3 \| 5 \| 1:07 \| パント \| — \| — \| — \| — \| — \| \| 3 \| 敵陣36 \| 9:01 \| ジャイアンツ \| 9 \| 32 \| 5:07 \| フィールドゴール成功 \| 21 \| Allegre \| — \| 10 \| 19 \| \| 3 \| 自陣20 \| 3:54 \| ブロンコス \| 3 \| 8 \| 1:16 \| パント \| — \| — \| — \| — \| — \| \| 3 \| 自陣32 \| 2:38 \| ジャイアンツ \| 5 \| 68 \| 2:14 \| タッチダウン（ラン） \| 1 \| J. Morris \| キック成功 \| 10 \| 26 \| \| 3-4 \| 自陣20 \| 0:24 \| ブロンコス \| 2 \| -15 \| 0:38 \| インターセプト \| — \| — \| — \| — \| — \| \| 4 \| 自陣48 \| 14:46 \| ジャイアンツ \| 6 \| 52 \| 3:50 \| タッチダウン（パス） \| 6 \| Simms→McConkey \| キック成功 \| 10 \| 33 \| \| 4 \| 自陣16 \| 10:56 \| ブロンコス \| 13 \| 73 \| 4:55 \| フィールドゴール成功 \| 28 \| Karlis \| — \| 13 \| 33 \| \| 4 \| 敵陣46 \| 6:01 \| ジャイアンツ \| 5 \| 46 \| 2:43 \| タッチダウン（ラン） \| 2 \| Anderson \| キック失敗 \| 13 \| 39 \| \| 4 \| 自陣31 \| 3:18 \| ブロンコス \| 5 \| 69 \| 1:12 \| タッチダウン（パス） \| 47 \| エルウェイ→V. Johnson \| キック成功 \| 20 \| 39 \| \| 1 \| 敵陣44 \| 2:06 \| ジャイアンツ \| 6 \| 16 \| 1:22 \| 第4ダウン失敗 \| — \| — \| — \| — \| — \| \| 1 \| 自陣29 \| 0:44 \| ブロンコス \| 5 \| 48 \| 0:44 \| 試合終了 \| — \| — \| — \| — \| — \| \| P=プレー数、TOP=タイム・オブ・ポゼッション、PAT=ポイント・アフター・タッチダウン。 アメリカンフットボールの用語集 (en) も参照。 \| P=プレー数、TOP=タイム・オブ・ポゼッション、PAT=ポイント・アフター・タッチダウン。 アメリカンフットボールの用語集 (en) も参照。 \| P=プレー数、TOP=タイム・オブ・ポゼッション、PAT=ポイント・アフター・タッチダウン。 アメリカンフットボールの用語集 (en) も参照。 \| P=プレー数、TOP=タイム・オブ・ポゼッション、PAT=ポイント・アフター・タッチダウン。 アメリカンフットボールの用語集 (en) も参照。 \| P=プレー数、TOP=タイム・オブ・ポゼッション、PAT=ポイント・アフター・タッチダウン。 アメリカンフットボールの用語集 (en) も参照。 \| P=プレー数、TOP=タイム・オブ・ポゼッション、PAT=ポイント・アフター・タッチダウン。 アメリカンフットボールの用語集 (en) も参照。 \| P=プレー数、TOP=タイム・オブ・ポゼッション、PAT=ポイント・アフター・タッチダウン。 アメリカンフットボールの用語集 (en) も参照。 \| P=プレー数、TOP=タイム・オブ・ポゼッション、PAT=ポイント・アフター・タッチダウン。 アメリカンフットボールの用語集 (en) も参照。 \| P=プレー数、TOP=タイム・オブ・ポゼッション、PAT=ポイント・アフター・タッチダウン。 アメリカンフットボールの用語集 (en) も参照。 \| P=プレー数、TOP=タイム・オブ・ポゼッション、PAT=ポイント・アフター・タッチダウン。 アメリカンフットボールの用語集 (en) も参照。 \| P=プレー数、TOP=タイム・オブ・ポゼッション、PAT=ポイント・アフター・タッチダウン。 アメリカンフットボールの用語集 (en) も参照。 \| 20 \| 39 \| | | | | | | | | | | |            |              |
| 開始 | 開始 | 開始 | ボール保持 | ドライブ | ドライブ | TOP | 結果 | 得点内容 | 得点内容 | 得点内容 | 得点       | 得点         |
| Q | 時間 | 地点 | ボール保持 | P | yd | TOP | 結果 | yd | 得点者 | PAT | ブロンコス | ジャイアンツ |
| 1 | 自陣24 | 15:00 | ブロンコス | 8 | 45 | 4:09 | フィールドゴール成功 | 48 | Karlis | — | 3          | 0            |
| 1 | 自陣22 | 10:51 | ジャイアンツ | 9 | 78 | 5:24 | タッチダウン（パス） | 6 | Simms→Mowatt | キック成功 | 3          | 7            |
| 1 | 自陣42 | 5:27 | ブロンコス | 6 | 58 | 3:21 | タッチダウン（ラン） | 4 | エルウェイ | キック成功 | 10         | 7            |
| 1-2 | 自陣23 | 2:06 | ジャイアンツ | 5 | 18 | 3:06 | パント | — | — | — | —          | —            |
| 2 | 自陣20 | 14:00 | ブロンコス | 12 | 74 | 6:20 | 23ydフィールドゴール失敗 | — | — | — | —          | —            |
| 2 | 自陣20 | 7:40 | ジャイアンツ | 7 | 27 | 4:07 | パント | — | — | — | —          | —            |
| 2 | 自陣15 | 3:33 | ブロンコス | 3 | -15 | 0:47 | セイフティ | — | — | — | 10         | 9            |
| 2 | 自陣25 | 2:46 | ジャイアンツ | 3 | 6 | 1:41 | パント | — | — | — | —          | —            |
| 2 | 自陣37 | 1:05 | ブロンコス | 6 | 47 | 0:52 | 34ydフィールドゴール失敗 | — | — | — | —          | —            |
| 2 | 自陣20 | 0:13 | ジャイアンツ | 1 | -2 | 0:13 | 前半終了 | — | — | — | —          | —            |
| 前半終了 | | | | | | | | | | |            |              |
| 3 | 自陣37 | 15:00 | ジャイアンツ | 8 | 63 | 4:52 | タッチダウン（パス） | 13 | Simms→Bavaro | キック成功 | 10         | 16           |
| 3 | 自陣14 | 10:08 | ブロンコス | 3 | 5 | 1:07 | パント | — | — | — | —          | —            |
| 3 | 敵陣36 | 9:01 | ジャイアンツ | 9 | 32 | 5:07 | フィールドゴール成功 | 21 | Allegre | — | 10         | 19           |
| 3 | 自陣20 | 3:54 | ブロンコス | 3 | 8 | 1:16 | パント | — | — | — | —          | —            |
| 3 | 自陣32 | 2:38 | ジャイアンツ | 5 | 68 | 2:14 | タッチダウン（ラン） | 1 | J. Morris | キック成功 | 10         | 26           |
| 3-4 | 自陣20 | 0:24 | ブロンコス | 2 | -15 | 0:38 | インターセプト | — | — | — | —          | —            |
| 4 | 自陣48 | 14:46 | ジャイアンツ | 6 | 52 | 3:50 | タッチダウン（パス） | 6 | Simms→McConkey | キック成功 | 10         | 33           |
| 4 | 自陣16 | 10:56 | ブロンコス | 13 | 73 | 4:55 | フィールドゴール成功 | 28 | Karlis | — | 13         | 33           |
| 4 | 敵陣46 | 6:01 | ジャイアンツ | 5 | 46 | 2:43 | タッチダウン（ラン） | 2 | Anderson | キック失敗 | 13         | 39           |
| 4 | 自陣31 | 3:18 | ブロンコス | 5 | 69 | 1:12 | タッチダウン（パス） | 47 | エルウェイ→V. Johnson | キック成功 | 20         | 39           |
| 1 | 敵陣44 | 2:06 | ジャイアンツ | 6 | 16 | 1:22 | 第4ダウン失敗 | — | — | — | —          | —            |
| 1 | 自陣29 | 0:44 | ブロンコス | 5 | 48 | 0:44 | 試合終了 | — | — | — | —          | —            |
| P=プレー数、TOP=タイム・オブ・ポゼッション、PAT=ポイント・アフター・タッチダウン。 アメリカンフットボールの用語集 (en) も参照。 | P=プレー数、TOP=タイム・オブ・ポゼッション、PAT=ポイント・アフター・タッチダウン。 アメリカンフットボールの用語集 (en) も参照。 | P=プレー数、TOP=タイム・オブ・ポゼッション、PAT=ポイント・アフター・タッチダウン。 アメリカンフットボールの用語集 (en) も参照。 | P=プレー数、TOP=タイム・オブ・ポゼッション、PAT=ポイント・アフター・タッチダウン。 アメリカンフットボールの用語集 (en) も参照。 | P=プレー数、TOP=タイム・オブ・ポゼッション、PAT=ポイント・アフター・タッチダウン。 アメリカンフットボールの用語集 (en) も参照。 | P=プレー数、TOP=タイム・オブ・ポゼッション、PAT=ポイント・アフター・タッチダウン。 アメリカンフットボールの用語集 (en) も参照。 | P=プレー数、TOP=タイム・オブ・ポゼッション、PAT=ポイント・アフター・タッチダウン。 アメリカンフットボールの用語集 (en) も参照。 | P=プレー数、TOP=タイム・オブ・ポゼッション、PAT=ポイント・アフター・タッチダウン。 アメリカンフットボールの用語集 (en) も参照。 | P=プレー数、TOP=タイム・オブ・ポゼッション、PAT=ポイント・アフター・タッチダウン。 アメリカンフットボールの用語集 (en) も参照。 | P=プレー数、TOP=タイム・オブ・ポゼッション、PAT=ポイント・アフター・タッチダウン。 アメリカンフットボールの用語集 (en) も参照。 | P=プレー数、TOP=タイム・オブ・ポゼッション、PAT=ポイント・アフター・タッチダウン。 アメリカンフットボールの用語集 (en) も参照。 | 20         | 39           |

キックオフ直後、ブロンコスの最初のプレイでエルウェイはハンドオフフェイクを行った後、スクランブルで10ヤードを走り自陣34ヤードまで進んだ。3rdダウンとなったところでマーク・ジャクソンへの24ヤードのパスが決まり敵陣39ヤードまで進んだ。しかしその後ジャイアンツのディフェンスが踏ん張り30ヤード地点までしか前進させずリッチ・カーリスの48ヤードのFGが決まり3-0とブロンコスが先制した。続くジャイアンツの攻撃はライオネル・マニュエルへの17ヤードのパス、ジョー・モリスの11ヤードのランなどで敵陣41ヤードまで進み、ステーシー・ロビンソンへの18ヤードのパス、マーク・ババーロへの17ヤードのパスも成功し最後はジーク・モワットへの6ヤードのタッチダウンパスが決まり、9プレイで78ヤードのタッチダウンドライブとなり7-3とジャイアンツが逆転を果たした。続くキックオフではブロンコスのリターナー、ケン・ベルが28ヤードのリターンを見せてブロンコスは自陣42ヤードからの攻撃という絶好のフィールドポジションを得た。エルウェイはサミー・ワインダーへの14ヤードのパス、オーソン・モブリーへの11ヤードのパス、ワインダーへの9ヤードのスクリーンパスを連続して成功させた。ワインダーへのスクリーンパスが決まったプレイでジャイアンツによる2つの反則（レイトヒット、アンスポーツマンライク・コンダクト）があり敵陣6ヤードまで前進すると3プレイ後にエルウェイが自ら4ヤードを走りタッチダウンをあげてブロンコスが10-7と再逆転した。
第2Qブロンコスの最初の攻撃で3rdダウンでブロンコス18ヤードラインからの攻撃ではジャイアンツのパスラッシュに対してエルウェイはポケットから逃れるとワイドオープンとなったバンス・ジョンソンを見つけて54ヤードのパスを通した。数プレイ後ブロンコスは敵陣1ヤードまで前進したがローレンス・テイラーのタックルによる1ヤードのロス、フルバックのジェラルド・ウィルハイトが中央を突破しようとしたプレイもハリー・カーソンのタックルでノーゲイン、3rdダウンでエルウェイからのピッチを受けてワインダーが外側を狙ったランプレイもカール・バンクスのタックルで4ヤードのロスとなった。4thダウンでカーリスが23ヤードのFGを狙ったが失敗、これはスーパーボウル史上最も短い距離で失敗したFGとなった。前半残り2分46秒となったところでジャイアンツのDE、ジョージ・マーティンがエルウェイをエンドゾーンでサックしセイフティとなり10-9とブロンコスのリードは1点となった。セイフティの直前のプレイではスーパーボウル史上初めてインスタント・リプレイが使用された。エルウェイからクラレンス・ケイへの25ヤードのパスが通ったかに見えたがレフェリーはパス不成功とみなされブロンコスにとっての不運もあった。前半終了まで残り1分を切ったところでエルウェイはスティーブ・ワトソンへの31ヤードのパス、ウィルハイトへの11ヤードのパスを通し敵陣20ヤードまで前進した。しかし続く3プレイでジャイアンツはブロンコスの攻撃を阻みカーリスが34ヤードのFGを狙ったが失敗に終わりブロンコスは得点のチャンスを逃した。
試合後半はジャイアンツがブロンコスを30-10と圧倒した。ジャイアンツは後半最初の5回の攻撃で4タッチダウン、1FGと全て得点をあげた。
後半キックオフ直後のドライブでジャイアンツは3回の攻撃でファーストダウンを取れずパントフォーメーションを取ったがそこで控えQBのジェフ・ラトリッジがスナップを受けた後、走りフェイクパントで自陣48ヤードまで前進しファーストダウンを獲得した。次のプレイでシムズはモリスへの12ヤードのパス、リー・ラウソンへの23ヤードのパスを成功し、その3プレイ後ババーロへの13ヤードのタッチダウンパスが決まりジャイアンツは16-10と逆転を果たした。ブロンコスの次の攻撃はパントとなりフィル・マコンキーが25ヤードのリターンを行い敵陣32ヤードからの攻撃となった。ブロンコスディフェンスはタッチダウンを許さなかったがロール・アレグレが21ヤードのFGを決めて19-10となった。
ブロンコスは次の攻撃もパントに終わり、シムズはマニュエルに17ヤードのパスを通し敵陣45ヤードまで前進した。そこでジャイアンツはハンドオフを受けたモリスはシムズにボールを戻し、ワイドオープンになっていたマコンキーへのパスプレイ（フリーフリッカー）が成功し20ヤード地点でボールを受けたマコンキーは1ヤード地点まで進んだ。次のプレイでモリスが1ヤードを走りタッチダウン、26-10となった。
第3Q最後のプレイでエルウェイはファンブル、自身でリカバーしてターンオーバーを防いだが第4Q最初のプレイでエルウェイが投げたパスをエルビス・パターソンがインターセプトした。シムズはロビンソンへの36ヤードのパスを通し、最後はババーロが弾いたパスをマコンキーがキャッチしてタッチダウン、33-10となった。
続くブロンコスの攻撃は13プレイで74ヤードを前進し最後はカーリスの28ヤードのFGが決まり33-13となった。ブロンコスはオンサイドキックを試みたがジャイアンツがボールをリカバーし、ラウソンの18ヤードのラン、シムズの22ヤードのラン、そして最後はオーティス・アンダーソンの2ヤードのタッチダウンランが決まりアレグレのエクストラポイントは失敗し39-13となった。
その後エルウェイはバンス・ジョンソンへの47ヤードのタッチダウンパス（スーパーボウル史上100個目のタッチダウン）を決めて39-20と追い上げたが試合時間は2分強しか残らなかった。
残り時間を費やすだけとなったところでハリー・カーソンがジャイアンツのヘッドコーチ、ビル・パーセルズに今日まで恒例となっているゲータレードのシャワーを浴びせた。またブラッド・ベンソンとバート・オーツはシムズに氷水を浴びせて祝福した。
モリスはこの試合トップとなる67ヤードを走るとともに4回のキャッチで20ヤードを稼いだ。ロビンソンが3回のレシーブで62ヤード、ババーロが4回のキャッチで51ヤード、1タッチダウン、マコンキーが2回のキャッチで50ヤード、1タッチダウンをあげると共にパントリターンで25ヤードを稼いだ。ディフェンスもローレンス・テイラー、カール・バンクスが合計14タックルを浴びせその内4回はブロンコスの攻撃をロスさせた。
エルウェイは37回中22回パスを成功し304ヤード、1タッチダウン、1インターセプトの数字を残すと共にこの試合のブロンコスリーディングラッシャーとなる27ヤードを走り1タッチダウンをあげた。バンス・ジョンソンが5回のキャッチで121ヤード、1タッチダウンをあげた。

## スターティングラインアップ
| デンバー・ブロンコス                     | ポジション | ニューヨーク・ジャイアンツ            |
| ---------------------------------------- | ---------- | ------------------------------------- |
| オフェンス                               |            |                                       |
| バンス・ジョンソン Vance Johnson         | WR         | ライオネル・マニュエル Lionel Manuel  |
| デーブ・スタッダード Dave Studdard       | LT         | ブラッド・ベンソン Brad Benson        |
| キース・ビショップ Keith Bishop          | LG         | ビリー・アード Billy Ard              |
| ビリー・ブライアン Billy Bryan           | C          | バート・オーツ Bart Oates             |
| マーク・クーパー Mark Cooper             | RG         | クリス・ゴドフリー Chris Godfrey      |
| ケン・レニエ Ken Lanier                  | RT         | カール・ネルソン Karl Nelson          |
| クラレンス・ケイ Clarence Kay            | TE         | マーク・ババーロ Mark Bavaro          |
| スティーブ・ワトソン Steve Watson        | WR         | ステーシー・ロビンソン Stacy Robinson |
| ジョン・エルウェイ John Elway            | QB         | フィル・シムズ Phil Simms             |
| サミー・ワインダー Sammy Winder          | RB         | ジョー・モリス Joe Morris             |
| ジェラルド・ウィルハイト Gerald Willhite | RB         | モーリス・カーソン Maurice Carthon    |
| ディフェンス                             |            |                                       |
| アンドレ・タウンゼント Andre Townsend    | LE         | ジョージ・マーティン George Martin    |
| グレッグ・クラーゲン Greg Kragen         | NT         | ジム・バート Jim Burt                 |
| ルーロン・ジョーンズ Rulon Jones         | RE         | レナード・マーシャル Leonard Marshall |
| ジム・ライアン Jim Ryan                  | LOLB       | カール・バンクス Carl Banks           |
| カール・メクレンバーグ Karl Mecklenburg  | LILB       | ゲーリー・リーズンズ Gary Reasons     |
| リッキー・ハンリー Ricky Hunley          | RILB       | ハリー・カーソン Harry Carson         |
| トム・ジャクソン Tom Jackson             | ROLB       | ローレンス・テイラー Lawrence Taylor  |
| ルイス・ライト Louis Wright              | LCB        | エルビス・パターソン Elvis Patterson  |
| マイク・ハーデン Mike Harden             | RCB        | ペリー・ウィリアムス Perry Williams   |
| スティーブ・フォーリー Steve Foley       | SS         | ケニー・ヒル Kenny Hill               |
| デニス・スミス Dennis Smith              | FS         | ハーブ・ウェルチ Herb Welch           |
| スペシャルチーム                         |            |                                       |
| リッチ・カーリス Rich Karlis             | K          | ロール・アレグレ Raul Allegre         |
| マイク・ホーラン Mike Horan              | P          | ショーン・ランデタ Sean Landeta       |
| ヘッドコーチ                             |            |                                       |
| ダン・リーブス Dan Reeves                |            | ビル・パーセルズ Parcells             |

## 天候
晴れ 24℃